# Hotel Livada Prestige, Moravske Toplice
Hotel Livada Prestige je eden izmed hotelov s 5 zvezdicami v Sloveniji. Hotel se nahaja v kraju Moravske Toplice.

## Ponudba
Hotel stoji v neposredni bližini hotela Ajda in je povezan z ostalimi objekti ter obsega:
- 221 postelj v različno velikih sobah oz. suitah,
- razpolaga z lastnim dostopom in podzemno garažo, lastno recepcijo, več aperitiv barov in a la carte restavracijo,
- za golfiste je urejen klubski prostor, golfska trgovina in potrebni spremljevalni prostori,
- hotel razpolaga z wellness in sprostitvenimi prostori ter zunanjim in notranjim bazenom,
- v pritličju so konferenčni prostori